# 川村正喜
川村 正喜（かわむら まさき、1924年6月15日 - 2019年1月16日）は、日本の実業家。

## 経歴
福岡県に生まれる。1942年、福岡県中学修猷館を経て、1948年、京都大学法学部を卒業し日本発送電に入社。
1951年、電気事業再編により九州電力に引き継がれ、1975年5月経理部長、1979年6月取締役東京支社長、1983年6月取締役常務を経て、1987年6月代表取締役副社長に就任。1991年から1995年にかけて九電産業・九電運輸の各社長、1993年から1996年にかけて福岡タワー社長を務める。
1998年福岡証券取引所理事長に就任。2004年5月に退任する。